# Телевизия Варна
Телевизия Варна е бивш български регионален телевизионен канал.
Стартира през 1995 на 52 канал в дециметровия обхват, след 2005 на 64-ти канал. Излъчва филми, сериали, актуални предавания, новинарски емисии, и спортни събития от Варна и региона.
През 1999 „ТВ Варна“ сключва договор и се интегрира в структурата на спортната телевизия Ринг ТВ. По този начин спортните събития, излъчващи се от канала са достъпни и ефирно за град Варна.
Телевизията прекратява излъчване в края на септември 2010 г. заради неизплатени възнаграждения на служителите си и последвалите съдебни дела. Дотогава телевизията излъчва и заседанията на Общинския съвет. Излъчването е възобновено през август 2011 г. Оттогава каналът излъчва само в кабелните мрежи в региона. 
Телевизия Варна притежава към днешна дата лиценз за цифрово ефирно разпространение с национален обхват, със срок от 15 години, издаден от Съвета за електронни медии на 21 май 2010 г. Далекосъобщителен такъв обаче не е издаван и до момента.
Към днешна дата телевизията излъчва музикални видеоклипове и стари предавания единствено по кабел, макар и кабелно-сателитната регистрация на канала в Публичния регистър на СЕМ да е заличена с Решение № РД-05-29/28.04.2021 г.
Въпреки близкото по звучене име, „Телевизия Варна“ няма нищо общо с „Варна ТВ“ (която е наследник на „RD-TV“ и предшественик на „ТВ Черно Море“, просъществувала до май 2020 г.). С тези имена, двете телевизии съществуват паралелно в периода от 2003 до 2009 г., когато „Варна ТВ“ става „ТВ Черно Море“.

## Предавания
- Добро утро, Варна!
- Варна днес
- 10 имота за 10 минути
- Гол плюс
- Добър вечер
- Мисия Земя
- Вашите мелодии
- Будилник
- Повече